# Perla di Modena
La Perla di Modena è un dipinto a olio su tavola (35x30 cm) attribuito a Raffaello, databile al 1518-1520 circa e conservato nella Galleria Estense di Modena.

## Storia e descrizione
La tavola proviene dai depositi della Galleria, entro una cornice molto vistosa che aveva incuriosito il soprintendente Mario Scalini, decidendo di affidarla alla restauratrice fiorentina Lisa Venerosi Pesciolini e ad Art-Test Firenze. Si tratta infatti del dettaglio della testa della Madonna detta La Perla del Museo del Prado, opera della fase tarda del maestro, spesso riferita a Giulio Romano. La identificazione si basa anche sull'inventario (1663) della collezione dei Duchi d'Este (cui il dipinto certo appartenne poiché la sua cornice portava in origine al sommo l'aquila, che compare in molte cornici di opere passate poi alle raccolte di Dresda), in cui risulta una "testa di donna" di Raffaello. La assenza di aureola consente in pieno la identificazione. La sua importanza è duplice: chiarisce la storia della tavola di Madrid di cui è realisticamente una prima 'edizione' poi abbandonata per le magagne del supporto; permette di comprendere come gli artisti emiliani del Seicento facessero riferimento a questa testa ed ai suoi tratti oltre che alla Santa Cecilia sempre di Raffaello (Pinacoteca Nazionale di Bologna) nell'elaborare il loro classicismo. Molte infatti sono le derivazioni dipinte ed a disegno da questa tavoletta che ne avvalorano la autografia.
La restauratrice ha studiato l'opera, insieme alle indagini diagnostiche, trovando una notevole qualità della superficie pittorica sotto ai ritocchi, e un disegno preparatorio che ha fatto ipotizzare l'autografia del piccolo frammento, proveniente dunque da una prima redazione dell'opera di mano del maestro.

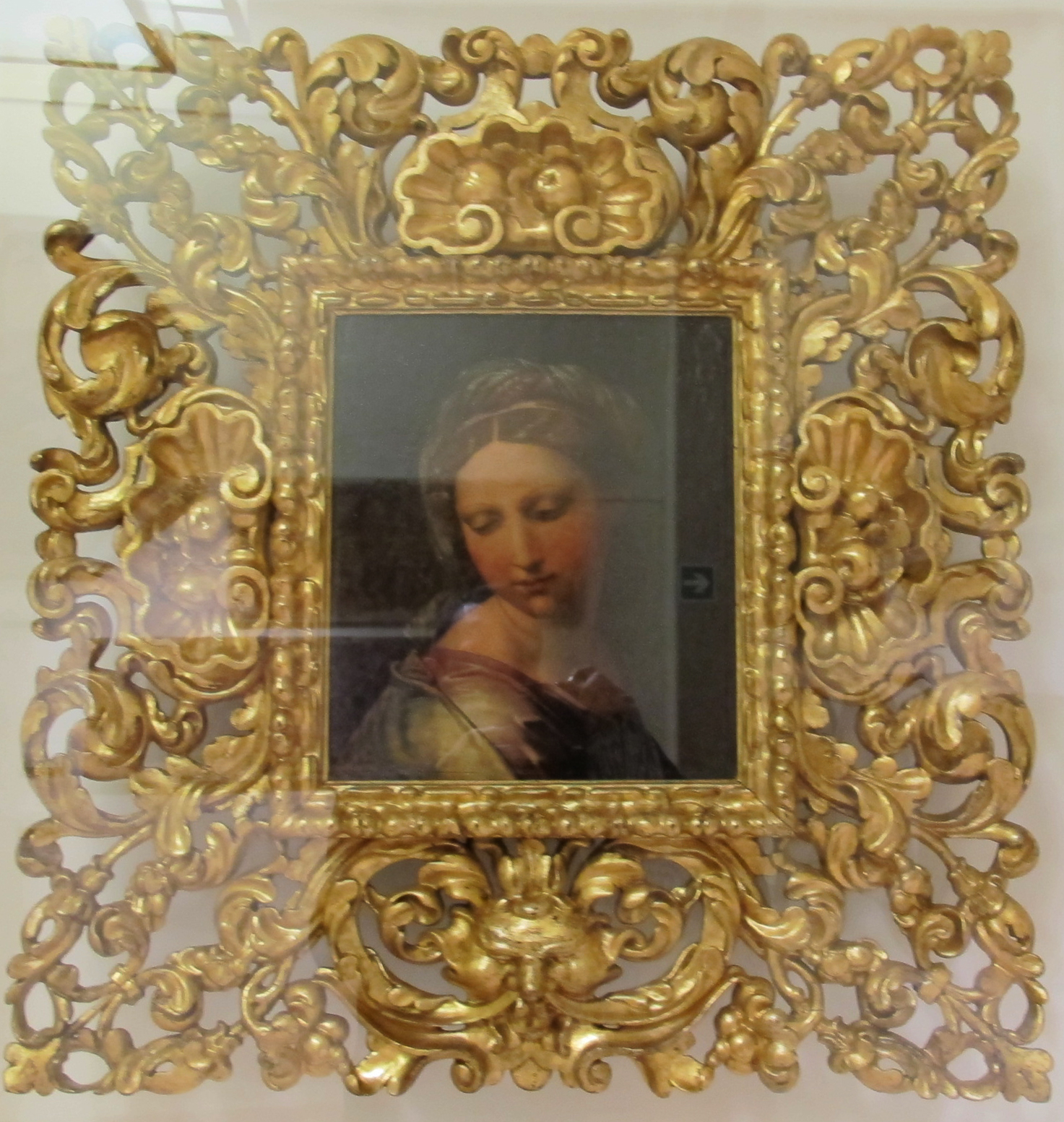
Il dipinto nella sua cornice